# Breviceps macrops
Breviceps macrops је водоземац из реда жаба (Anura) и фамилије Brevicipitidae. 

## Угроженост
Ова врста се сматра рањивом у погледу угрожености врсте од изумирања.

## Распрострањење
Врста има станиште у Јужноафричкој Републици и Намибији.